# Georges d'Armagnac
Georges d'Armagnac (Gasconha, 1501 - Avinhão, 10 de julho de 1585) foi um cardeal do século XVII.

## Biografia
Nasceu em Gasconha em 1501. Da família dos condes de Foix d'Armagnac. Filho legitimado de Pierre d'Armagnac, barão de Caussade, e Fleurette de Luppé. Seu sobrenome também está listado como De Arminiaco; e como De Armeniaco. Outro cardeal da família foi Jean d'Armagnac (1408). Ele também era parente dos cardeais Georges I d'Amboise (1498); François Guillaume de Castelanu de Clermont-Ludéve (1503); Luís II d'Amboise (1506); e Georges II d'Amboise (1545).
Completou sua educação inicial com seu tio, Charles, duque de Alençon, e o cardeal Amboise, que o designou Pierre Gilles d'Alby como preceptor; mais tarde, estudou na corte do rei de Navarra; obteve uma licenciatura em decretales (direito canônico).
Apresentado à corte do rei Francisco I de França pelo duque e pela duquesa de Alençon. Protegida de Margarite d'Angoulême, irmã do rei francês. Decano do capítulo da catedral de Meaux. Abade comendador de Saint-Ambroise de Bourges. Cânon do capítulo da catedral de Rodez. Visitou Veneza em 1528. Nomeado pelo rei Francisco I da França para a sé de Rodez.
Eleito bispo de Rodez, 19 de janeiro de 1530. Consagrado, 25 de janeiro de 1531, na Capela Sistina, Roma, por Gabriele Foschi, arcebispo de Durazzo, auxiliado por Giovanni de Rosa, bispo de Scardona, e por Francesco Sperelli, ex-bispo de São Leoa. Governador de Armagnac e Rouergue. Administrador da Sé de Vabres, 17 de junho de 1536; eleito bispo daquela sé, mantendo o de Rodez, 3 de julho de 1536; renunciou ao governo da Sé de Vabres, em 13 de janeiro de 1548. Embaixador francês em Veneza, 1536, para obter a neutralidade daquela república na guerra entre o rei francês e o Sacro Imperador Romano Carlos V; retornou à França em 1538. Embaixador do rei Francisco I da França em Roma, 1540; ocupou o cargo até 1545. Abade commendatariode Sainte-Marie de Caumonte, 1541. Abade comendador de Bec, 1538 até sua morte. Abade comendador de Saint-Sauveur de Persa, diocese de Rodez. Conselheiro de Estado do Rei Francisco I.
Criado cardeal sacerdote no consistório de 19 de dezembro de 1544; recebeu o chapéu vermelho e o título de Ss. Giovanni e Paolo, 9 de janeiro de 1545. Entre 1547 e 1560, viajou três vezes a Roma. Nomeado para a sé de Tours pelo rei Henrique II da França. Promovida à sé metropolitana de Tours, mantendo a de Rodez, em 13 de janeiro de 1548; recebeu o pálio em 17 de março de 1550; renunciou ao governo da arquidiocese, em 6 de abril de 1551. Participou do conclave de 1549-1550, que elegeu o Papa Júlio III. Juntamente com Paul de Carrets, bispo de Cahors, foi nomeado tenente-general do rei em Toulouse em 1552. Em 6 de janeiro de 1554, na capela do castelo de Pau, batizou Henrique de Navarra, futuro rei Henrique IV de França. Participou do conclave de abril de 1555, que elegeu o Papa Marcelo II. Participou do conclave de maio de 1555, que elegeu o Papa Paulo IV. Administrador da Sé de Lescar, 1555; renunciou naquele mesmo ano. Optou pelo título de S. Lorenzo em Lucina, 12 de junho de 1556. Participou do conclave de 1559, que elegeu o Papa Pio IV. Renunciou ao governo da Sé de Rodez antes de 27 de junho de 1561. Legado em Campagna e Marittima, 1561. Participou do Colóquio de Poissy no outono de 1561. Optou pelo título de S. Nicola em Carcere, 6 de julho de 1562. Administrador da Sé Metropolitana de Toulouse, de 31 de agosto de 1562 a 5 de novembro de 1582; novamente, 8 de junho de 1584 até sua morte. Governador real no Languedoc, onde lutou contra a propagação dos huguenotes. Convidado pelo Cardeal de Charles de Bourbon-Vandôme, legado em Avinhão, foi seu co-legado de 1565 até sua morte. Não participou do conclave de 1565-1566, que elegeu o Papa Pio V. Não participou do conclave de 1572, que elegeu o Papa Gregório XIII. Administrador da sé metropolitana de Avinhão, de 6 de janeiro de 1577 até 8 de junho de 1584. Não participou do conclave de 1585, que elegeu o Papa Sisto V. Foi amigo e correspondente das principais figuras literárias de sua época na França e Itália.
Morreu em Avinhão em 10 de julho de 1585. Sepultado na capela dos arcebispos da catedral de Notre Dame des Doms, Avinhão.